# Gare d’Achiet
Gare d'Achiet – stacja kolejowa w Achiet-le-Grand, w departamencie Pas-de-Calais, w regionie Hauts-de-France, we Francji.
Została otwarta w 1846 przez Compagnie des chemins de fer du Nord. Jest stacją Société nationale des chemins de fer français (SNCF), obsługiwaną przez pociągi TER Nord-Pas-de-Calais.